# あきた北農業協同組合
あきた北農業協同組合（あきたきたのうぎょうきょうどうくみあい）は、秋田県大館市に本店を置く農業協同組合。愛称はJAあきた北。

## 概要
大館市、旧比内町、旧田代町の3JAが県下における初の広域合併によって、あきた北農業協同組合として発足する。

## 沿革
- 1988年9月 - 合併前の3JAが県北空港（大館能代空港）建設促進期成同盟会に加盟。
- 1993年8月20日 - 3JAによる広域JA合併研究会を設立。
- 1996年6月1日 - 大館農業協同組合、比内農業協同組合、田代農業協同組合が合併し、あきた北農業協同組合が発足。
- 2003年9月 - 管内15支店を5支店に統合。

## 子会社等
- 株式会社JAあきた北ライフサービス
- 株式会社ジェイエイ大館・北秋田葬祭センター